# Музей естествознания (Хельсинки)
Музей естествознания (фин. Luonnontieteellinen museo) — музей естественной истории, расположенный в городе Хельсинки, в Финляндии.
Музей знакомит посетителей с различными областями естествознания. Музейная экспозиция разделена на секции: «Природа Финляндии», «История жизни», «Кости повествуют». Среди постоянных выставок — собрания костных останков динозавров. Минералы, окаменелости, метеориты представлены в минералогическом кабинете геологического музея, в здании «Арппеанум» на улице Снеллманинкату. Экспонаты растительного мира — как гербарии, так и живые растения — можно увидеть в ботаническом саду в Кайсаниеми.
Музей был основан в 1870 году. Здание, в котором сейчас располагается музей, было построено как русская школа для мальчиков — Александровский лицей (1913 г., архитекторы Лев Петрович Шишко и Михаил Гаврилович Чайко). После объявления Финляндией независимости здание было национализировано. В 1923 году Университет Хельсинки выкупил здание у государства и разместил там свои зоологические коллекции.
В 2014 году музею была подарена концепция и ряд экспонатов для создания экспозиции о ледниковом периоде «В воздухе веет изменениями», которую ранее планировалось разместить в Сипоо.

## Галерея
| - Здание Александровского лицея в 1914 году - Перемещение зоологической коллекции Хельсинкского университета в музей, 1923 год - Перемещение зоологической коллекции Хельсинкского университета в музей, 1923 год - Африканский слон - Скелеты динозавров |